# Julija Morozowa
Julija Konstantinowa Morozowa (ros. Юлия Константиновна Морозова), wcześniej znana jako Siedowa (ros. Седова); (ur. 8 stycznia 1985 w Czelabińsku) – rosyjska siatkarka, reprezentantka kraju, środkowa. Mistrzyni Europy 2013. Obecnie występuje w rosyjskiej Superlidze, w drużynie Dinamo Moskwa.

## Sukcesy klubowe
Puchar Rosji:
- 2011, 2013

Mistrzostwo Rosji:
- 2016, 2017, 2018
- 2012, 2013, 2014, 2015

Superpuchar Rosji:
- 2017

## Sukcesy reprezentacyjne
Mistrzostwa Europy:
- 2013
- 2007

Grand Prix:
- 2009

## Nagrody indywidualne
- 2011 - Najlepsza blokująca Grand Prix
- 2013 - Najlepsza środkowa Pucharu Wielkich Mistrzyń
- 2013 - Najlepsza blokująca Pucharu Rosji